# Grimes (Iowa)
Grimes és una població dels Estats Units a l'estat d'Iowa. Segons el cens del 2000 tenia 5.098 habitants.

## Demografia
Segons el cens del 2000, Grimes tenia 5.098 habitants, 1.887 habitatges, i 1.437 famílies. La densitat de població era de 219,9 habitants/km².
Dels 1.887 habitatges en un 47,3% hi vivien nens de menys de 18 anys, en un 61,7% hi vivien parelles casades, en un 11,1% dones solteres, i en un 23,8% no eren unitats familiars. En el 19,6% dels habitatges hi vivien persones soles el 5% de les quals corresponia a persones de 65 anys o més que vivien soles. El nombre mitjà de persones vivint en cada habitatge era de 2,7 i el nombre mitjà de persones que vivien en cada família era de 3,13.
Per edats la població es repartia de la següent manera: un 32,7% tenia menys de 18 anys, un 7,1% entre 18 i 24, un 39,2% entre 25 i 44, un 15,6% de 45 a 60 i un 5,5% 65 anys o més.
L'edat mediana era de 31 anys. Per cada 100 dones de 18 o més anys hi havia 88,1 homes.
La renda mediana per habitatge era de 56.275 $ i la renda mediana per família de 60.847 $. Els homes tenien una renda mediana de 40.118 $ mentre que les dones 31.588 $. La renda per capita de la població era de 23.712 $. Entorn del 2,4% de les famílies i el 3,3% de la població estaven per davall del llindar de pobresa.

## Poblacions més properes
El següent diagrama mostra les poblacions més properes.